# Raúl Isiordia
Raúl Isiordia Ayón (Tepic, 1952. december 22. – ) mexikói válogatott labdarúgó. 

## Pályafutása

### Klubcsapatban
Pályafutása során sok csapatban megfordult. Játszott többek között a Coras de Tepic (1971–72), az Atlético Español (1972–78), a CF Monterrey (1978–80), a Tecos UAG (1980–82), a Tigres UANL (1982–83) és a Deportivo Neza (1983–85) csapatában.

### A válogatottban
1977 és 1979 között 12 alkalommal szerepelt az mexikói válogatottban és 4 gólt szerzett. Tagja volt az 1977-ben CONCACAF-bajnokságot nyert válogatott keretének és részt vett az 1978-as világbajnokságon is.

## Sikerei, díjai
Mexikó
- CONCACAF-bajnokság győztes (1): 1977